# Reginald Crundall Punnett

Un cuadro de Punnett mostrando un retrocruzamiento típico.

Reginaldo  Crundall Punnett F.R.S. (20 de junio de 1875 — 3 de enero de 1967) fue un importante genetista inglés.

## Biografía
Transito nació en Tonbridge, Reino Unido, y se educó en Gonville and Caius College, de la Universidad de Cambridge, donde fue para inicialmente estudiar Medicina, pero se graduó en Zoología en 1898. Fue uno de los padres de la herencia genética.
Con William Bateson, Punnett ayudó al establecimiento de la Genética como una nueva ciencia en Cambridge. Juntos descubrieron el fenómeno de ligamiento, una auténtica excepción a las leyes de Mendel.
A Punnett se le debe el honor de haber creado el cuadro de Punnett, una herramienta genética aún empleada hoy en día para predecir las proporciones de los genotipo y fenotipos de la descendencia. Se trata de una tabla de doble entrada que representa cómo se realizan las combinaciones aleatorias de los alelos   parentales en su descendencia.

En 1908, incapaz de entender por qué un alelo dominante no hace desaparecer a un recesivo en una población, le preguntó al matemático G.H. Hardy mientras jugaban al cricket. Hardy desarrolló el modelo de la ley de Hardy-Weinberg, de forma independiente.

## Algunas publicaciones
- Punnett, R. C. (1901). Lineus. London: Williams and Norgate. Consultado el 11 de mayo de 2008.

- Punnett, R. C. (1905). Mendelism. Cambridge: Bowes and Bowes.- A scanned copy of the second edition is here.

- Punnett, R. C. (1915). Mimicry in Butterflies. Cambridge: Cambridge University Press. Consultado el 11 de mayo de 2008.